# Grevillea nana
Grevillea nana är en tvåhjärtbladig växtart. Grevillea nana ingår i släktet Grevillea och familjen Proteaceae.

## Underarter
Arten delas in i följande underarter:
- G. n. abbreviata
- G. n. nana